# Strategia na rzecz Odpowiedzialnego Rozwoju

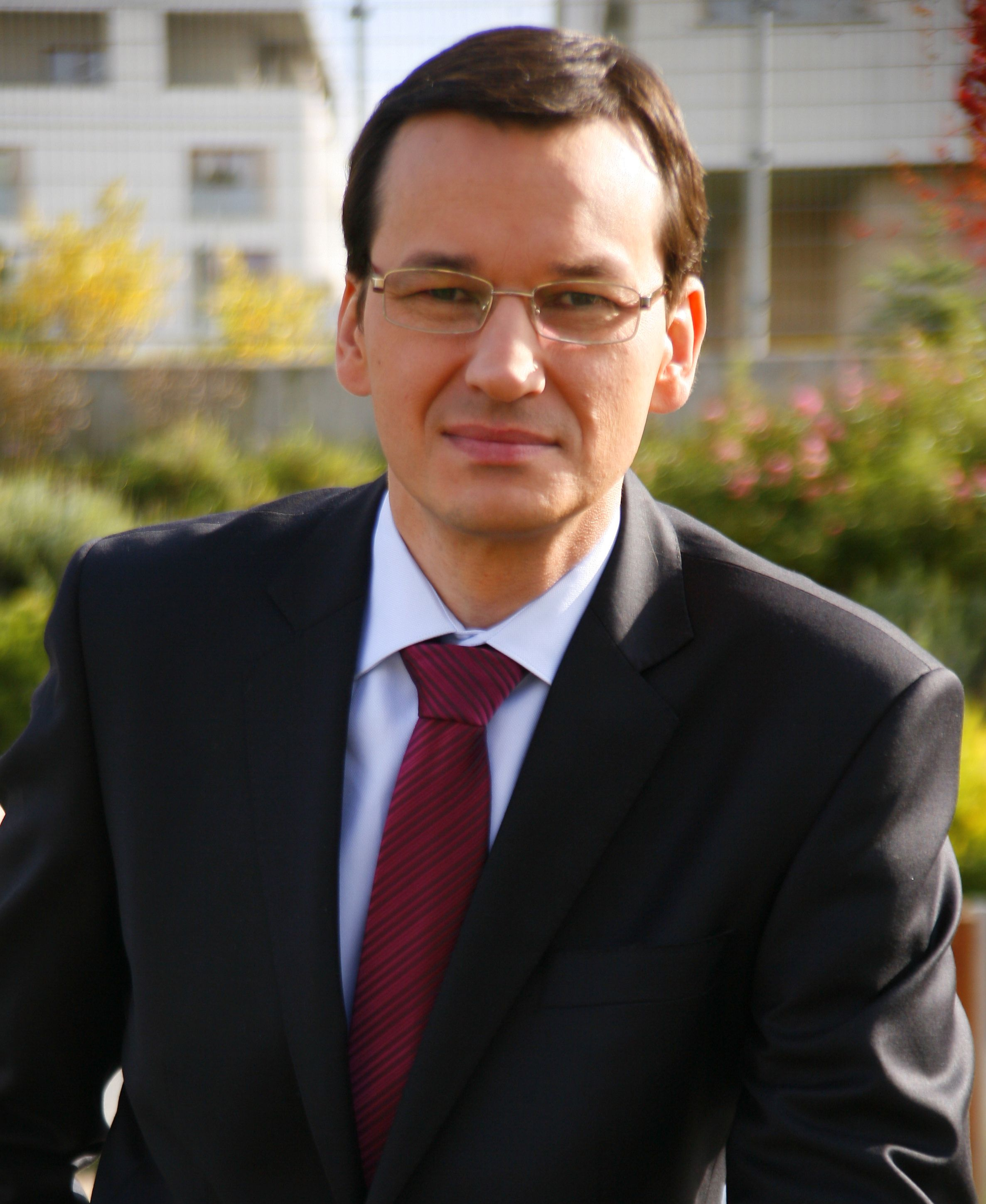
Mateusz Morawiecki

Strategia na rzecz Odpowiedzialnego Rozwoju (SOR), zwyczajowo Plan Morawieckiego – polski plan gospodarczy przygotowany w 2016 pod kierownictwem Mateusza Morawieckiego, ówczesnego wicepremiera RP, ministra rozwoju i finansów oraz przewodniczącego Komitetu Ekonomicznego Rady Ministrów w rządzie Beaty Szydło.
Założenia planu zostały przyjęte przez Radę Ministrów 16 lutego 2016 roku. Rok później przyjęto opracowaną na ich podstawie Strategię na rzecz Odpowiedzialnego Rozwoju do roku 2020 (z perspektywą do 2030 r.).

## Geneza
Plan ma być odpowiedzią na pięć pułapek rozwojowych, w jakie wpadła polska gospodarka, zdefiniowanych przez Mateusza Morawieckiego:
- pułapkę średniego dochodu (min. połowa Polaków zarabia mniej niż 2500 zł netto, pensje są ok. trzykrotnie niższe niż w krajach wysoko rozwiniętych),
- pułapka braku równowagi (większość polskiego kapitału trafia za granicę),
- pułapka przeciętnego produktu (niska innowacyjność, brak marek o światowym zasięgu),
- pułapka demograficzna (niska dzietność, wzrastająca liczba osób w wieku poprodukcyjnym),
- pułapka słabości instytucji (niska ściągalność podatków, brak koordynacji polityk publicznych)[3].

Plan zakłada rozwinięcie własnego potencjału krajowego dla odpowiedzialnego rozwoju Polski i podniesienia jakości życia mieszkańców.

## Działania naprawcze
Działania naprawcze w myśl planu skoncentrować się mają na pięciu filarach:
- reindustrializacji (partnerstwo państwowe dla strategicznych działów gospodarki, tworzenie klastrów i dolin przemysłowych oraz pozyskiwanie atrakcyjnych inwestycji zagranicznych),
- rozwoju innowacyjnych przedsiębiorstw (stworzenie „Konstytucji Biznesu”, zreformowanie instytutów naukowo-badawczych, program „Start in Poland”, stworzenie przyjaznego otoczenia prawnego dla przedsiębiorczości),
- pozyskaniu kapitału rozwojowego (głównie poprzez budowanie oszczędności, pozyskiwanie środków europejskich, Polski Fundusz Rozwoju i środki z planu Junckera, jak również Europejskiego Banku Odbudowy i Rozwoju, Europejskiego Banku Inwestycyjnego oraz Azjatyckiego Banku Inwestycji Infrastrukturalnych),
- ekspansji zagranicznej (utworzenie Pionu Wspierania Eksportu w Polskim Funduszu Rozwoju, zreformowanie dyplomacji ekonomicznej, budowa silnej marki „Polska”),
- rozwoju społecznym i gospodarczym (skuteczna polityka regionalna, pakt dla obszarów wiejskich, nacisk na edukację)[4].

Plan wymienia też fundamenty silnego państwa: administracja elektroniczna, „inteligentne zamówienia publiczne”, odejście od zjawiska „Polski resortowej” oraz bezpieczeństwo energetyczne uwzględniające dostępność i cenę energii.

## Finansowanie
Szacunkowo prawie połowa środków (480 miliardów PLN) wraz z wkładem własnym będzie pochodzić z funduszy unijnych. Na 75–150 miliardów PLN oceniono potencjał inwestycyjny spółek Skarbu Państwa, a do 230 miliardów PLN potencjał inwestycyjny polskich przedsiębiorstw w postaci środków na lokatach do częściowego wykorzystania przez przedsiębiorców. Potencjał inwestycyjny Polskiego Funduszu Rozwoju to 75–120 miliardów PLN, a programów rozwojowych BGK – 65–100 miliardów PLN. Nadpłynność systemu bankowego to rezerwa w wysokości około 90 miliardów PLN. Od 50 do 80 miliardów PLN winny zapewnić programy realizowane przy współpracy instytucji międzynarodowych, głównie banków.

## Struktura planu
Na plan Morawieckiego składają się następujące ustawy uchwalone przez Sejm VIII kadencji:
- Ustawa z dnia 10 czerwca 2016 r. o zmianie ustawy o gwarantowanych przez Skarb Państwa ubezpieczeniach eksportowych oraz niektórych innych ustaw (Dz.U. z 2016 r. poz. 888) – zgodnie z ustawą minister właściwy do spraw gospodarki przejmuje nadzór m.in. nad: Korporacją Ubezpieczeń Kredytów Eksportowych, niektórymi spółkami Skarbu Państwa zajmującymi się wspieraniem rozwoju gospodarki (m.in. nad Agencją Rozwoju Przemysłu, Polską Agencją Informacji i Inwestycji Zagranicznych, Powszechną Kasą Oszczędności Bank Polski) oraz Urzędem Zamówień Publicznych. Nadzór nad Bankiem Gospodarstwa Krajowego zostaje także przekazany ministrowi właściwemu ds. gospodarki. Przewodniczącego i członków Rady Nadzorczej BGK powołuje prezes Rady Ministrów na wniosek ministra właściwego do spraw gospodarki, a członków poszczególnych ministrów na wniosek szefów resortów, których przedstawiciele wchodzą w skład rady[5],
- Ustawa z dnia 16 grudnia 2016 r. o zmianie niektórych ustaw w celu poprawy otoczenia prawnego przedsiębiorców (Dz.U. z 2016 r. poz. 2255) – przepisy te dotyczą zidentyfikowania i usunięcia szeregu barier prawnych z różnych gałęzi prawa, które utrudniają lub ograniczają rozwój polskiej przedsiębiorczości, stanowiąc zbędne obciążenie biurokratyczne lub istotne utrudnienie w codziennej działalności przedsiębiorstw[6],
- Ustawa z dnia 9 listopada 2017 r. o zmianie niektórych ustaw w celu poprawy otoczenia prawnego działalności innowacyjnej (Dz.U. z 2017 r. poz. 2201) – zgodnie z uzasadnieniem ma na celu poprawę otoczenia regulacyjnego prowadzenia działalności innowacyjnej, np.: zmiany podatkowe, rozszerzenie możliwości uzyskania statusu CBR, zmiany w zakresie samorządu rzeczników patentowych; zmiany zakresu i formy działalności Narodowego Centrum Badań i Rozwoju oraz Polskiej Agencji Rozwoju Przedsiębiorczości, stworzenie możliwości udzielania przez ministra właściwego do spraw gospodarki pomocy w ramach programów w obszarze innowacyjności[7],
- Ustawa z dnia 6 marca 2018 r. – Prawo przedsiębiorców (Dz.U. z 2023 r. poz. 221) – która zastąpiła ustawę o swobodzie działalności gospodarczej[8] w celu przebudowy i reformy prawno-instytucjonalnego otoczenia przedsiębiorców oraz wykonywanej przez nich działalności gospodarczej w związku z realizacją „Planu na rzecz odpowiedzialnego rozwoju” oraz „Strategii na Rzecz Odpowiedzialnego Rozwoju”[9],
- Ustawa z dnia 6 marca 2018 r. o Rzeczniku Małych i Średnich Przedsiębiorców (Dz.U. z 2023 r. poz. 1668) – wchodzi w skład pakietu „Konstytucja Biznesu” i ma na celu powołanie Rzecznika Małych i Średnich Przedsiębiorców, którego celem jest urzeczywistnienie konstytucyjnej zasady wolności działalności gospodarczej oraz innych konstytucyjnych zasad ważnych dla przedsiębiorców, a także wprowadzenie zmian w polskiej rzeczywistości gospodarczej[10],
- Ustawa z dnia 6 marca 2018 r. o Centralnej Ewidencji i Informacji o Działalności Gospodarczej i Punkcie Informacji dla Przedsiębiorcy (Dz.U. z 2022 r. poz. 541) – regulacje, których zadaniem jest usprawnienie funkcjonowania Centralnej Ewidencji i Informacji o Działalności Gospodarczej (CEIDG) oraz Pojedynczego Punktu Kontaktowego, który zostaje zastąpiony przez Punkt Informacji dla Przedsiębiorcy (PIP), co – zgodnie z uzasadnieniem – ułatwi podejmowanie i prowadzenie działalności gospodarczej oraz usprawni i uprości proces rejestracji oraz dokonywania zmiany danych wpisywanych do CEIDG[11],
- Ustawa z dnia 6 marca 2018 r. o zasadach uczestnictwa przedsiębiorców zagranicznych i innych osób zagranicznych w obrocie gospodarczym na terytorium Rzeczypospolitej Polskiej (Dz.U. z 2025 r. poz. 89) – przepisy te dotyczą kompleksowego uregulowania zasad uczestnictwa przedsiębiorców zagranicznych i innych osób zagranicznych w obrocie gospodarczym na terenie Rzeczypospolitej Polskiej poprzez zgromadzenie tych zasad w jednej ustawie[12], Przepisy zastąpiły ustawę z dnia 6 lipca 1982 r. o zasadach prowadzenia na terytorium Polskiej Rzeczypospolitej Ludowej działalności gospodarczej w zakresie drobnej wytwórczości przez zagraniczne osoby prawne i fizyczne[12][13][14].
- Ustawa z dnia 6 marca 2018 r. – Przepisy wprowadzające ustawę – Prawo przedsiębiorców oraz inne ustawy dotyczące działalności gospodarczej (Dz.U. z 2018 r. poz. 650) – określa zasady wprowadzania zmian w szeregu ustaw odrębnych, będących konsekwencją uchwalenia ustawy – Prawo przedsiębiorców oraz innych ustaw z pakietu „Konstytucji Biznesu”[13].
- Ustawa z dnia 4 października 2018 r. o pracowniczych planach kapitałowych (Dz.U. z 2024 r. poz. 427) – dotyczy realizacji założeń przedstawionych w ramach Strategii na rzecz Odpowiedzialnego Rozwoju w zakresie utworzenia dobrowolnych pracowniczych planów kapitałowych (PPK), polegających na stworzeniu ram prawnych funkcjonowania powszechnego i dobrowolnego systemu oszczędzania z przeznaczeniem na zaspokojenie potrzeb finansowych po osiągnięciu wieku emerytalnego lub nabyciu uprawnień emerytalnych[15].